# Glucosuria renal
En medicina, se designa con el nombre de glucosuria renal, también llamada glucosuria renal primaria, glucosuria tubular renal o glucosuria normoglicémica, a una enfermedad del riñón de causa genética en la que se detecta la aparición de glucosa en la orina, a pesar de que los niveles de glucosa en sangre son normales y no existen otras enfermedades que afecten al túbulo renal como el síndrome de Fanconi. Existen varios subtipos de este trastorno que son hereditarios según un patrón autosómico dominante o autosómico recesivo.

## Causas
Está causada por una mutación que afecta al gen SLC5A2 situado en el cromosoma 16 (16p11.2), el cual codifica el cotransportador sodio/glucosa tipo 2. Esta alteración impide la reabsorción de glucosa en el túbulo renal.

## Síntomas
La glucosuria renal primaria se considera un trastorno benigno que se detecta casualmente durante las pruebas de laboratorio y apenas tiene repercusión en la salud. Los pacientes afectados pueden estar predispuestos a la aparición de hipoglucemia en ayunas y también pueden presentar aumento en la cantidad de orina que eliminan debido a diuresis osmótica.